# 布阿夫勒
布阿夫勒（法語：Bouafle，法語發音：[bwafl]）是法国伊夫林省的一个市镇，属于芒特拉若利区。

## 地理
布阿夫勒（48°57'54"N, 1°53'47"E）面积6.92 平方千米，位于法国法蘭西島大區伊夫林省，该省份为法国北部内陆省份，北起瓦兹河谷省，西接厄尔省，西南接厄尔-卢瓦省，东南接埃松省，东临上塞纳省。
与布阿夫勒接壤的市镇（或旧市镇、城区）包括：巴兹蒙、埃克维伊、塞纳河畔弗兰、萊米羅。

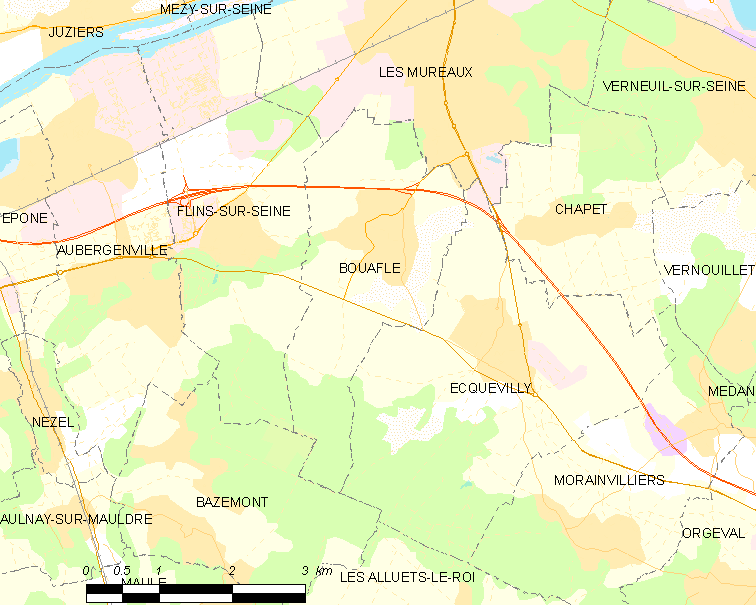
布阿夫勒的OSM定位图

布阿夫勒的时区为UTC+01:00、UTC+02:00（夏令时）。

## 行政
布阿夫勒的邮政编码为78410，INSEE市镇编码为78090。

## 政治
布阿夫勒所属的省级选区为欧贝让维尔县。

## 人口

1962-2008年间布阿夫勒人口变化图示

布阿夫勒于2022年1月1日时的人口数量为2222人。